# Charáki (Héraklion)
Charáki, en grec moderne : Χαράκι, est un village du dème d'Archánes-Asteroússia, dans le district régional de Héraklion, de la Crète, en Grèce. Selon le recensement de 2011, la population de Charáki compte 233 habitants.
Le village est situé à une altitude de 390 mètres et à une distance de 36,8 km de Héraklion.

## Recensements de la population
| Recensements | 1900 | 1920 | 1928 | 1940 | 1951 | 1961 | 1971 | 1981 | 1991 | 2001 | 2011 |
| ------------ | ---- | ---- | ---- | ---- | ---- | ---- | ---- | ---- | ---- | ---- | ---- |
| Population   | 16   | 57   | 97   | 151  | 186  | 224  | 208  | 236  | /    | 254  | 233  |